# Oocorys barbouri
Oocorys barbouri är en snäckart som beskrevs av Clench och Carlos Guillermo Aguayo 1939. Oocorys barbouri ingår i släktet Oocorys och familjen hjälmsnäckor. Inga underarter finns listade i Catalogue of Life.